# Минойские «гении»

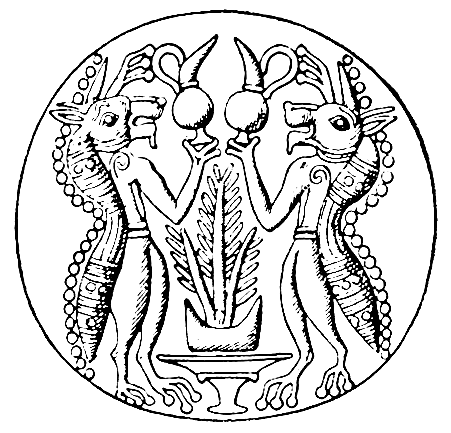
«Гении» совершают возлияние над алтарём. Оникс. лентоид. Вафио.
Национальный музей. Афины

Минойские «гении» — фантастические существа в минойской культуре, статус которых в пантеоне не вполне ясен. Выглядят как чудовища со звериными мордами (похожими на лошадиные, кошачьи, собачьи, крокодильи) и трёхпалыми лапами. Покрыты неким подобием гребня, идущим от головы вдоль хребта, переходящим в плоский зазубренный хвост и напоминающим крокодилью шкуру. На изображениях (печатях, стеклянных пластинах и пр.) «гении» обычно входят в окружение главных божеств пантеона, участвуют в сакральных церемониях и выполняют другие «хозяйственные» функции.
Часто два гения фланкируют фигуру божества, обычно мужского. Это позволяет проводить параллели между «гениями» и другими существами минойского пантеона: грифонами и львами, обычно прислуживающими «Владычице зверей». Однако, в некоторых случаях «гений» может сам находиться в центре композиции, окружённый фигурами людей или животных, что позволяет предположить, что их статус был всё же выше, чем других сакральных существ — в них, вероятно, видели низших божеств.

## Происхождение образа

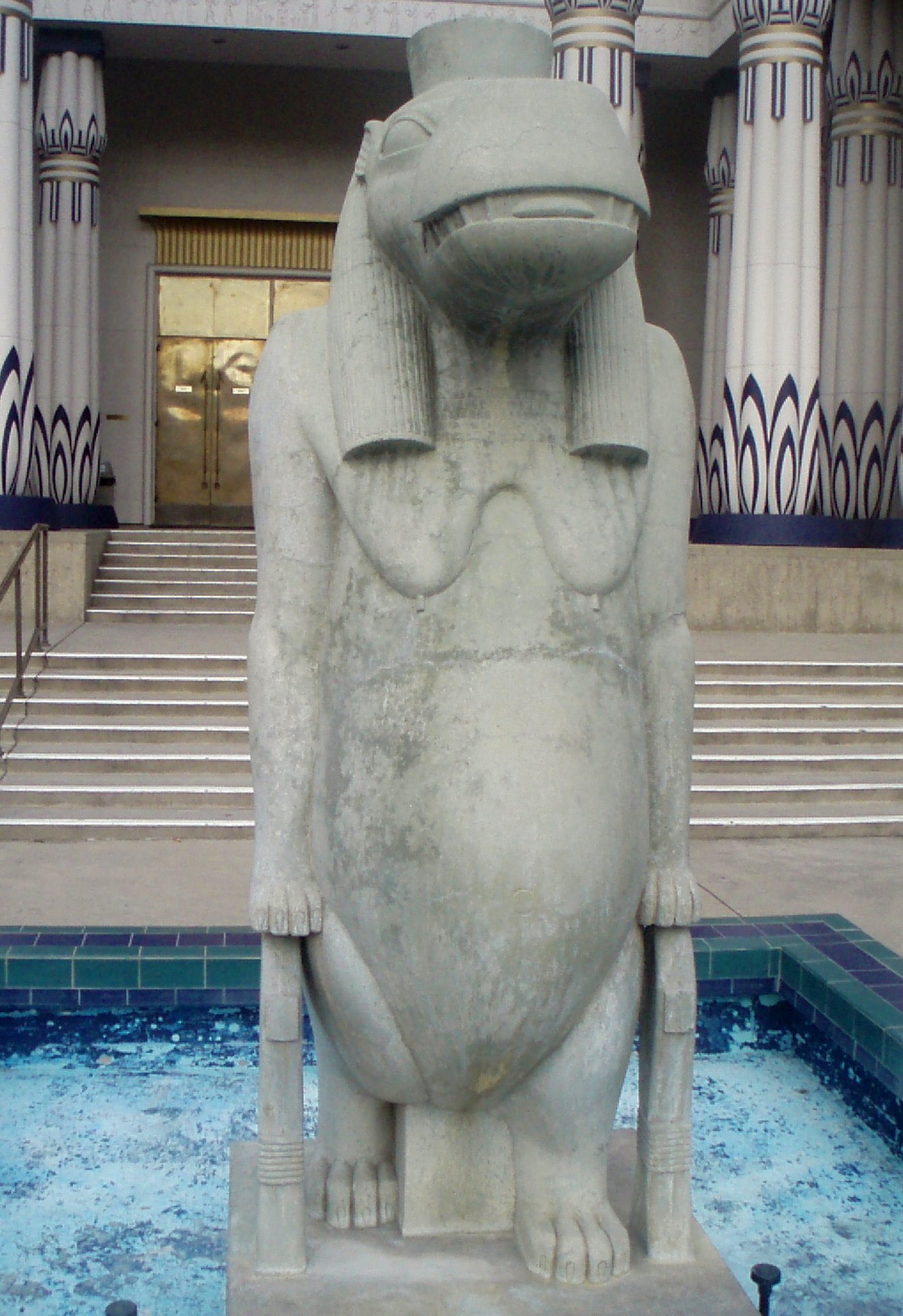
Статуя Та-урт

Ещё в конце XIX века было высказано предположение, что образ «гениев» (или, как их иногда называли, «демонов») развился из образа женского древнеегипетского божества Та-урт (эллинизированная Тоэрис), соединявшего в своём облике черты бегемота и крокодила. Это предположение получило всеобщее признание, в том числе и открывателя минойской цивилизации Артура Эванса. Маргарет Э. В. Гилл посвятила его детальному обоснованию отдельную работу. Тот факт, что Тоэрис почиталась на Крите уже в самые ранние периоды, подтверждается двумя печатями — из Платаноса и из Феста (последняя датирована Эвансом среднеминойским Ia периодом).